# 한국생약협회
한국생약협회는 생약생산 농가의 소득증대와 생약의 수량과 품질향상에 기여 목적으로 1969년 7월 10일 설립된 대한민국 농림수산식품부 소관의 사단법인이다. 사무실은 서울특별시 동대문구 제기2동 1126-7에 있다.

## 주요 사업
- 우리생약살리기운동 전개 및 상설전시관 운영
- 소비자회원 자생약초 서식지 답사행사
- 우수 국산한약재 전시회 개최
- 계약재배 및 계획생산 유도
- 학술세미나 개최(하계 수련대회 등)
- 생약을 원료로 한 차 음료개발에 관한 연구